# 比尔·布雷姆纳
比尔·布雷姆纳（英語：Bill Bremner，1879年3月25日—1961年11月4日），新西兰男子草地滚球运动员。他曾代表新西兰参加1938年大英帝国运动会草地滚球比赛，获得男子四人金牌。